# Многопартийная система
Многопарти́йная систе́ма — политическая система, при которой может существовать множество политических партий, теоретически обладающих равными шансами на получение большинства мест в парламенте страны. Существует в Германии, Франции, Италии, Дании, Швеции, Норвегии, Финляндии, Австрии, Испании, Польше, Чехии, Румынии.
Может существовать в нескольких вариантах:
- первый вариант — партии не играют роли в формировании правительства:
  - дуалистические цензовые монархии (Австрия до 1911 года, Венгрия до 1918 года и в 1920—1945 гг., Россия до 1917 года);
  - дуалистические бесцензовые монархии в сочетании с мажоритарной системой в два тура (Германия до 1918 года, Австрия в 1911—1918 годах);
  - дуалистические бесцензовые монархии в сочетании с пропорциональной системой (Финляндия 1906—1917 годах)
- второй вариант — правительства формируются коалициями из парламентских партий контролирующих большинство, большая их часть пришли на смену первому варианту (Германия в 1919 году, Австрия в 1919 году, Финляндия в 1917 году), реже на смену двухпартийной (Швеция в 1909 году, Дания, Норвегия, Нидерланды в 1920 году) или однопартийной системе (Германия, Австрия, Венгрия в 1945 году , Польша, Чехия, Словакия, Венгрия, Румыния, Болгария в 1989—1990 годах):
  - парламентские республики в сочетании с пропорциональной системой (Италия с 1947 года, Венгрия в 1945—1949 и с 1989 года, Латвия в 1921—1933 г. и с 1992 г., Эстония в 1920—1933 гг. и с 1992 г., Франция в 1946—1958 гг., Австрия в 1919—1928 гг., Чехословакия в 1920—1938 гг., Польша в 1921—1926 гг.);
  - президентско-парламентские республики в сочетании с пропорциональной системой (Германия в 1919—1933 гг., Австрия в 1928—1933 гг. и с 1945 г., Исландия, Финляндия с 1917 г., Португалия, Польша с 1989 г., Румыния с 1990 г., Чехия, Словакия, Болгария, Литва в 1920—1926 гг. и с 1992 г.);
  - парламентские бесцензовые монархии в сочетании с пропорциональной системой (Дания c 1918 года, Швеция с 1909 года, Бельгия с 1893 года, Румыния в 1923—1938 гг., Югославия в 1920—1929 гг.);
  - парламентские республики с пропорциональной системой с элементами мажоритарной системы в один тур (Германия с 1949 г., Венгрия до 2010 года, Италия в 1994—2006 гг.);
  - президентско-парламентские республики с пропорциональной системой с элементами мажоритарной системы в один тур (Румыния в 2008—2012 гг.);
  - президентско-парламентские республики в сочетании с мажоритарной системой в два тура (Франция с 1958 года);
  - парламентские республики в сочетании с мажоритарной системой в два тура (Франция в 1871—1940 гг.)
  - парламентские цензовые монархии в сочетании с мажоритарной системой в два тура (Италия до 1921 гг., Бельгия в 1831—1893 гг.);
- Третий вариант — парламентские партии не участвуют во формировании правительства, но выдвигают выборных глав государств:
  - президентские республики (страны Латинской Америки).

## Многопартийная система в России
В период дуалистической низкоцензовой монархии в 1905—1907 гг. наиболее влиятельной партией была Конституционно-демократическая партия (КДП) — либеральная, левоцентристская партия выступавшая за переход к парламентской монархии, второй по влиятельности была Трудовая группа — ещё одна левоцентристская партия также выступавшая за переход к парламентской монархии, третьей по влиятельности «Союз 17 Октября» — центристская партия выступавшая за парламентскую монархию, четвёртая — тандем Российской социал-демократической рабочей партии (РСДРП) и Партии социалистов-революционеров (ПСР) — двух левых партий выступавшие за переход к демократической парламентской республике.
В период высоко-цензовой дуалистической монархии в 1907—1917 гг. борьба за роль доминирующей партии развернулась между «Союзом 17 октября» и тандемом из 4 правых консервативных партий — Союза русского народа, Русского народного союза имени Михаила Архангела, Союза русских людей и Русской монархической партией выступавшей за сохранение дуалистической цензовой монархии. Сохраняли влияние КДП, Трудовая группа, РСДРП и ПСР. В этот же период в Финляндии которая в этот период была частью России, в которой в отличие от остальной России была дуалистическая бесцензовая монархия самой влиятельной партией была Социал-демократическая партия Финляндии — левая партия выступавшая за переход к демократической парламентской республике, кроме того влиятельными партиями являлись Старофинская партия (консервативная), Младофинская партия (консервативная), Шведская народная партия (либеральная), Крестьянский союз (либеральная).
В 1917—1918 годах, и на Дальнем Востоке в 1920—1922 годах после отмены имущественного ценза влияние Союза русского народа, Союза русских людей, Русского народного союза им. Михаила Архангела и «Союза 17 октября» упало. За роль доминирующей партии соперничество развернулось между тандемом РСДРП(б)-ПЛСР (позже РСДРП(б) установила однопартийную систему) и тандемом РСДРП-ПСР. Сохранили за собой влияние КДП, ТНПС (объединила Трудовую группу и Народно-социалистическую партию).